# Almindelig hæg
Almindelig hæg (Prunus padus) eller majtræ er en stor busk eller et lille træ med en opret, oval krone. Navnene har planten fået, fordi den blev brugt som hæk, og fordi den blomstrer i begyndelsen af maj. Underbarken har en lugt, som nogle vil kalde stram, mens andre mener, den er marcipan-agtig. Blomsterne søges meget af bier på grund af den tidlige blomstring og den righoldige nektarproduktion.

## Beskrivelse
Almindelig hæg er en stor, løvfældende busk eller et lille træ med en opret, oval vækstform. Stammen er kort, og der er mange hovedgrene, der er opstigende, og som konkurrerer om at være topskud. Barken er brun med lyse korkporer, senere bliver den gråsort og fint furet. Gammel stammebark kan blive opsprækkende i furer. Knopperne er spredte, spidse og brune. Der er ingen tydelige blomsterkno-pper.
Bladene er elliptiske med savtakket rand. Oversiden er let rynket og mørkegrøn, mens undersiden er noget lysere. Høstfarverne spænder mellem gul og rød-orange. Planten blomstrer i maj kort efter løvspring. Blomsterne er samlet i oprette toppe, der sidder i bladhjørnerne. De enkelte blomster er hvide med en lidt tung, sød duft. Frugterne er sort-røde stenfrugter. Frøene spirer villigt.
Rodnettet består af en dybtgående hovedrod og tæt forgrenede, vidt udbredte siderødder.
Højde x bredde og årlig tilvækst: 15 x 8 m (50 x 40 cm/år).

## Hjemsted
Almindelig hæg er udbredt i Nordafrika, Mellemøsten, Kaukasus, Centralasien, Sibirien, Østasien og det meste af Europa. I hele udbredelsesområdet (inklusive Danmark), danner arten underskov og bryn i blandede løvskove på fugtig, humusrig bund, hvor der kan forekomme forårsoversvømmelse.
I naturskoven Rydhave Skov, der ligger 15 km nordøst for Holstebro, findes arten på fugtprægede steder sammen med bl.a. ask, bøg, fjerbregne, alm. gedeblad, alm. hyld, kristtorn, alm. milturt, alm. mjødurt, angelik, dagpragtstjerne, døvnælde, gul iris, høj sødgræs, kåltidsel, lysesiv, mosebunke, rødel, rørgræs, skovgaltetand, skovpadderok, stor fladstjerne, tykbladet ærenpris og vortebirk

## Anvendelse
Planten tåler beskæring godt. Den klarer sig både i sol og skygge samt frost, og den er velegnet til skovbryn, læ- og vildtplantninger.
| Portal | Portal:Botanik |